# Yangjia'ao
Yangjia'ao (kinesiska: 杨家坳, 杨家坳苗族土家族乡) är en socken i Kina. Den ligger i provinsen Guizhou, i den sydvästra delen av landet, omkring 190 kilometer nordost om provinshuvudstaden Guiyang.